# Budziszewice (gromada)
Budziszewice – dawna gromada, czyli najmniejsza jednostka podziału terytorialnego Polskiej Rzeczypospolitej Ludowej w latach 1954–1972.
Gromady, z gromadzkimi radami narodowymi (GRN) jako organami władzy najniższego stopnia na wsi, funkcjonowały od reformy reorganizującej administrację wiejską przeprowadzonej jesienią 1954 do momentu ich zniesienia z dniem 1 stycznia 1973, tym samym wypierając organizację gminną w latach 1954–1972.
Gromadę Budziszewice siedzibą GRN w Budziszewicach utworzono – jako jedną z 8759 gromad na obszarze Polski – w powiecie rawskim w woj. łódzkim, na mocy uchwały nr 37/54 WRN w Łodzi z dnia 4 października 1954. W skład jednostki weszły obszary dotychczasowych gromad Adamów, Budziszewice, Helenów, Józefów, Mierzno, Mierzno Nowe i Teodorów oraz wieś Zagórze, leśniczówka Subina i gajówka Subina z dotychczasowej gromady Zagórze ze zniesionej gminy Budziszewice w tymże powiecie. Dla gromady ustalono 22 członków gromadzkiej rady narodowej.
1 stycznia 1959 do gromady Budziszewice przyłączono obszar zniesionej gromady Tarnowska Wola.
31 grudnia 1959 do gromady Budziszewice przyłączono wieś, parcelę i osadę młyńską Węgrzynowice, kolonię Węgrzynowice-Modrzewie, wieś Modrzewek, wieś Zalesie, wieś Ignatów i wieś Świniokierz Włościański ze zniesionej gromady Węgrzynowice.
Gromada przetrwała do końca 1972 roku, czyli do kolejnej reformy gminnej.
Do funkcji administracyjnych Budziszewice powróciły dopiero 1 stycznia 1992, kiedy to reaktywowano zniesioną w 1954 roku gminę Budziszewice (do 1954 gmina znajdowała się w powiecie rawskim, od 1999 gmina leży w powiecie tomaszowskim).